# Ken Bowman
Kenneth Brian Bowman (Milan, 15 de dezembro de 1942 – 2 de janeiro de 2024) foi um jogador profissional de futebol americano estadunidense.

## Carreira
Ken Bowman foi campeão do Super Bowl II jogando pelo Green Bay Packers.